# Луис Алонсо Перес
Луис Алонсо Перес (порт.-браз. Luís Alonso Pérez; 1 марта 1922, Сантус — 15 июня 1972), более известный под прозвищем Лула (порт.-браз. Lula) — бразильский футбольный тренер, возглавлявший в 1950-е и 1960-е годы команду «Сантоса» в годы наивысшего расцвета этого клуба.

## Биография
Лула не играл в футбол на профессиональном уровне. В 1954 году возглавил главную команду из родного города — «Сантос».
Хотя в годы побед считалось, что слава звёздных игроков затмевала фигуру этого тренера, нельзя отрицать роль Лулы в становлении великой команды, поскольку к тому моменту, когда он стал главным тренером «рыб», это был всего лишь провинциальный клуб из портового города, имевший в своём активе за более чем 40 лет существования лишь один чемпионский титул в Лиге Паулисте (1935 года). Лула сделал «Сантос» чемпионом штата уже в 1955 году. При этом, Пеле появился в команде только в 1956 году, поэтому можно говорить о том, что Лула лишь сделал Пеле жемчужиной своей команды, которую сам же и сделал одной из сильнейших в стране.
А далее последовали великие победы с «Сантосом» — 8 титулов чемпионов Паулисты (по этому показателю с Лулой среди тренеров смог сравняться лишь Вандерлей Лушембурго), 5 подряд Кубков Бразилии (абсолютный рекорд), 4 турнира Рио-Сан-Паулу и, наконец, по 2 Кубка Либертадорес и Межконтинентальных кубка в 1962 и 1963 годах. Львиная доля игроков «Сантоса» (Пеле, Пепе, Жилмар, Лима, Мауро, Зито, Коутиньо) определяли игру не только в клубе, но и в сборной Бразилии — «бикампеоне».
За то время, что Лула возглавлял «Сантос», его клуб в 776 матчах выиграл, сыграл вничью 142 раза и проиграл 121 раз. Его команда забила в ворота соперников 2 385 голов. Ветеран сборной Бразилии Зито называл именно Лулу лучшим тренером всего бразильского футбола.
В 1967—1968 гг. Лула тренировал уже «Коринтианс». Самым примечательным моментом в этот период стал матч как раз против «Сантоса», выигранный «Тимао» со счётом 2:0. Эта победа оборвала 11-летнюю беспроигрышную серию «Сантоса» в «чёрно-белом класико штата Сан-Паулу».
Лула также работал тренером в двух других командах штата Сан-Паулу — «Португезе» и «Санту-Андре».
Луис Алонсо Перес скончался в возрасте 50 лет 15 июня 1972 года из-за осложнений, случившихся после пересадки почки.

## Титулы в качестве тренера
- Кубок Бразилии (5): 1961, 1962, 1963, 1964, 1965
- Лига Паулиста (8): 1955, 1956, 1958, 1960, 1961, 1962, 1964, 1965
- Турнир Рио-Сан-Паулу (4): 1959, 1963, 1964, 1966
- Кубок Либертадорес (2): 1962, 1963
- Межконтинентальный кубок (2): 1962, 1963